# Neusticurus medemi
Neusticurus medemi là một loài thằn lằn trong họ Gymnophthalmidae. Loài này được Dixon & Lamar mô tả khoa học đầu tiên năm 1981.